# Kongregacja ds. Odpustów i Świętych Relikwii
Święta Kongregacja do spraw Odpustów i Świętych Relikwii – dawna kongregacja kardynalska Kurii Rzymskiej, istniejąca od XVII wieku do 1904 roku. Zajmowała się rozpatrywaniem wniosków o udzielanie odpustów oraz orzekaniem w przedmiocie autentyczności domniemanych relikwii świętych i zwalczaniem wszelkich nadużyć w tym obszarze.

## Historia
Dykasteria o nazwie Kongregacja ds. Odpustów (Indulgentiarum Congregatio) została po raz pierwszy utworzona w 1593 przez papieża Klemensa VIII (1592-1605). W 1629 liczyła ona pięciu kardynałów. Jednakże w 1644 liczyła ona już tylko dwóch kardynałów, którzy zmarli w ciągu kilku następnych lat i nie mieli następców, gdyż spisy kongregacji kurialnych z okresu pontyfikatu Aleksandra VII (1655–1667) nie wymieniają takiej Kongregacji.
Właściwym twórcą tej Kongregacji był dopiero papież Klemens IX (1667–1669), który wpierw w 1667 odnowił Kongregację ds. Odpustów, a 6 lipca 1669 rozszerzył jej zakres działania i przekształcił ją w stałą kongregację o nazwie Święta Kongregacja ds. Odpustów i Świętych Relikwii. Na początku lat 80. XVII wieku jej działalność w zasadzie ustała, ale nie została formalnie zlikwidowana, zaś na początku XVIII wieku nowy impuls nadał jej papież Klemens XI. Kongregacja ta istniała do 28 stycznia 1904, gdy papież Pius X zlikwidował ją i przekazał jej kompetencje Kongregacji ds. Obrzędów.

## Lista prefektów
- Luigi Omodei (1667–1668 i ponownie 1677–1685)
- Marzio Ginetti (1668–1671)
- Francesco Maria Brancaccio (1671–1675)
- Camillo Massimi (1675–1677)
- wakat (1685–1704)
- Giovanni Maria Gabrielli (1704–1711)
- Tommaso Maria Ferrari (1711–1712?)
- Ludovico Pico della Mirandola (1712?–1743)
- Raffaele Cosimo De Girolami (1743–1748)
- Joaquín Fernández de Portocarrero (1748–1760)
- Nicolò Maria Antonelli (1760–1767)
- Ludovico Calini (1767–1782)
- wakat (1782–1801)
- Diego Innico Caracciolo (1801–1818)
- Giorgio Doria Pamphili (1818–1826)
- Antonio Maria Frosini (1826–1834)
- Luigi Del Drago (1834)
- Castruccio Castracane degli Antelminelli (1834–1843)
- Gabriele Ferretti (1843–1846)
- Charles Acton (1846–1847)
- Fabio Maria Asquini (1847–1863)
- Antonio Maria Panebianco OFMConv (1863–1867)
- Giuseppe Andrea Bizzarri (1867–1872)
- Lorenzo Barili (1872–1875)
- Innocenzo Ferrieri (1875–1876)
- Luigi Maria Bilio CRSP (1876)
- Luigi Oreglia di Santo Stefano (1876–1885)
- Johannes Baptist Franzelin SJ (1885–1886)
- Tommaso Maria Zigliara OP (1886–1887)
- Gaetano Aloisi Masella (1887–1888)
- Serafino Vannutelli (1888–1889)
- Carlo Cristofori (1889–1890)
- Giuseppe d’Annibale (1890–1892)
- Luigi Sepiacci OESA (1892–1893)
- Ignazio Persico OFMCap (1893–1895)
- Andreas Steinhuber SJ (1895–1896)
- Girolamo Maria Gotti OCD (1896–1899)
- Domenico Ferrata (1899–1900)
- Serafino Cretoni (1900–1903)
- Luigi Tripepi (1903–1904)